# Hand-Held Maneuvering Unit

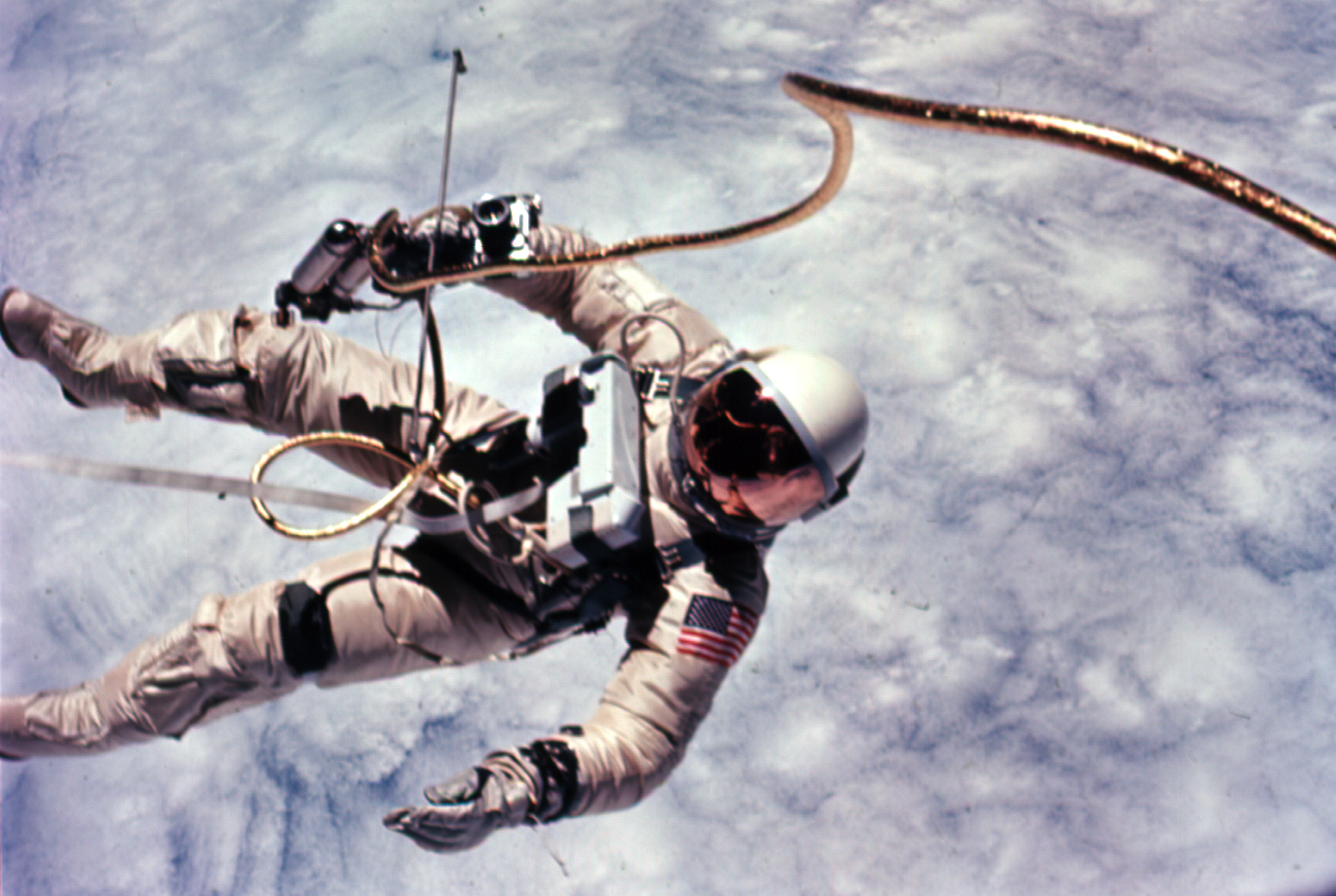
Edward White mit einer HHMU bei seinem ersten EVA

Die Hand-Held Maneuvering Unit (HHMU), auch Zip Gun genannt, war ein Gerät, das bei Außenbordeinsätzen von Astronauten zum Manövrieren eingesetzt wurde. Es war das erste Instrument dieser Art in der Raumfahrt. Der erste Einsatz erfolgte beim ersten US-amerikanischen Außenbordeinsatz durch Edward White während des Raumflugs Gemini 4, der zweite und letzte durch Michael Collins bei Gemini 10.
Die Astronauten wurden durch das Freisetzen von unter Druck stehenden Stoffen angetrieben. Zunächst wurde dafür Sauerstoff verwendet, später auch andere Treibstoffe.

## Entwicklung
Erste Versuche mit sogenannten Propulsion Units für Außenbordeinsätze nahm die US Air Force im Rahmen des Mercury-Programms im Jahr 1958 auf. Die Aerospace Medical Division, die verantwortlich für die Entwicklung dieser Geräte war, stellte in einem Bericht aus dem Jahr 1960 den Mangel an Kontrolle über handgeführte Geräte als größtes Problem für deren Entwicklung dar.
Die Forschung an solchen Manövrierhilfen wurde im Gemini-Programm fortgesetzt und resultierte in der HHMU. Für deren Weiterentwicklung war das Manned Spacecraft Center (jetzt Johnson Space Center) verantwortlich. Die erste HHMU-Version bestand aus drei Schubdüsen, die mit Sauerstoff betrieben wurden. Später wurde Tetrafluormethan verwendet, das in einem Tank auf dem Rücken des Astronauten war. Ein weiterentwickeltes Modell wurde mit Stickstoff, das über einen Schlauch aus dem Raumschiff zum Astronauten gelangte, betrieben. Während des Gemini-Programms wurde die HHMU immer weiter angepasst.
Kurz vor Ende des Gemini-Programms im Jahr 1966 vergab das Manned Spacecraft Center einen Auftrag zur Weiterentwicklung der HHMU an die Rocket Research Corporation. Diese stellte 1969 ein neues Modell vor, das Hydrazin-Triebwerke verwendete. Drei dieser Hydrazine Hand-Held Maneuvering Units (HHHMU) wurden der NASA für die Nutzung beim Apollo-Programm bereitgestellt.

## Einsatz

### Gemini

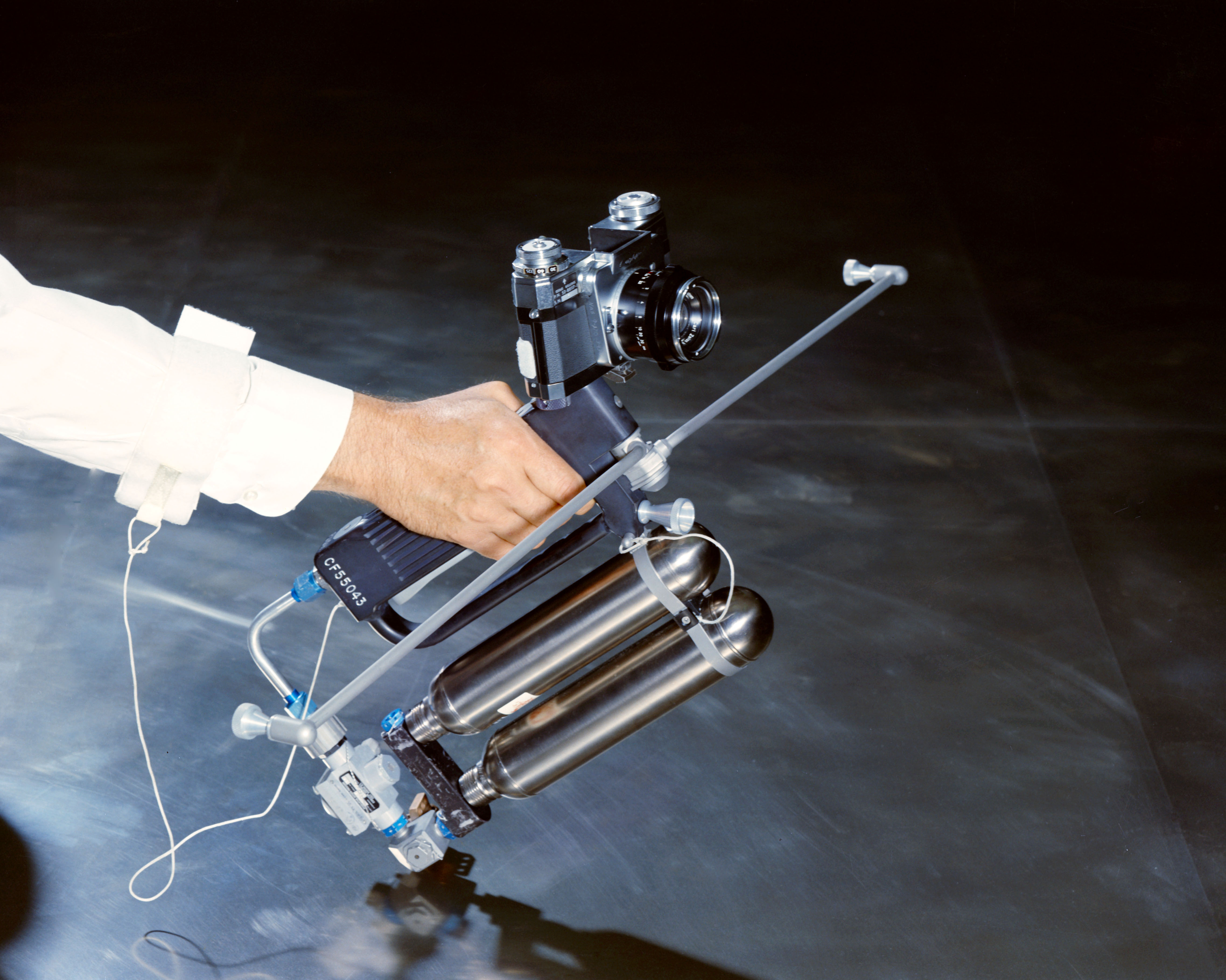
HHMU von Gemini 4

Bei den Missionen 4, 8, 10 und 11 des Gemini-Programms war jeweils eine zu testende HHMU an Bord. Das Gerät wurde jedoch nur zweimal während des Programms eingesetzt.
Der erste Einsatz fand während Gemini 4 beim ersten Weltraumspaziergang eines US-Amerikaners statt. Dabei benutzte Edward White am 3. Juni 1965 das Gerät, um sich bei seinem 20-minütigen Außenbordeinsatz fortzubewegen. Sowohl die HHMU als auch White waren durch eine Leine mit dem Raumfahrzeug verbunden. Eigentlich war geplant, dass White sich der zweiten Stufe der Titan-2-Rakete nähert, die das Raumfahrzeug angetrieben hatte und sich nun in derselben Umlaufbahn wie die Astronauten befand. Jedoch war der Treibstoff seines Antriebs zu schnell leer und das Manöver musste abgebrochen werden. Der Astronaut befand, dass sich die HHMU gut steuern ließ, aber zu wenig Treibstoff hätte.

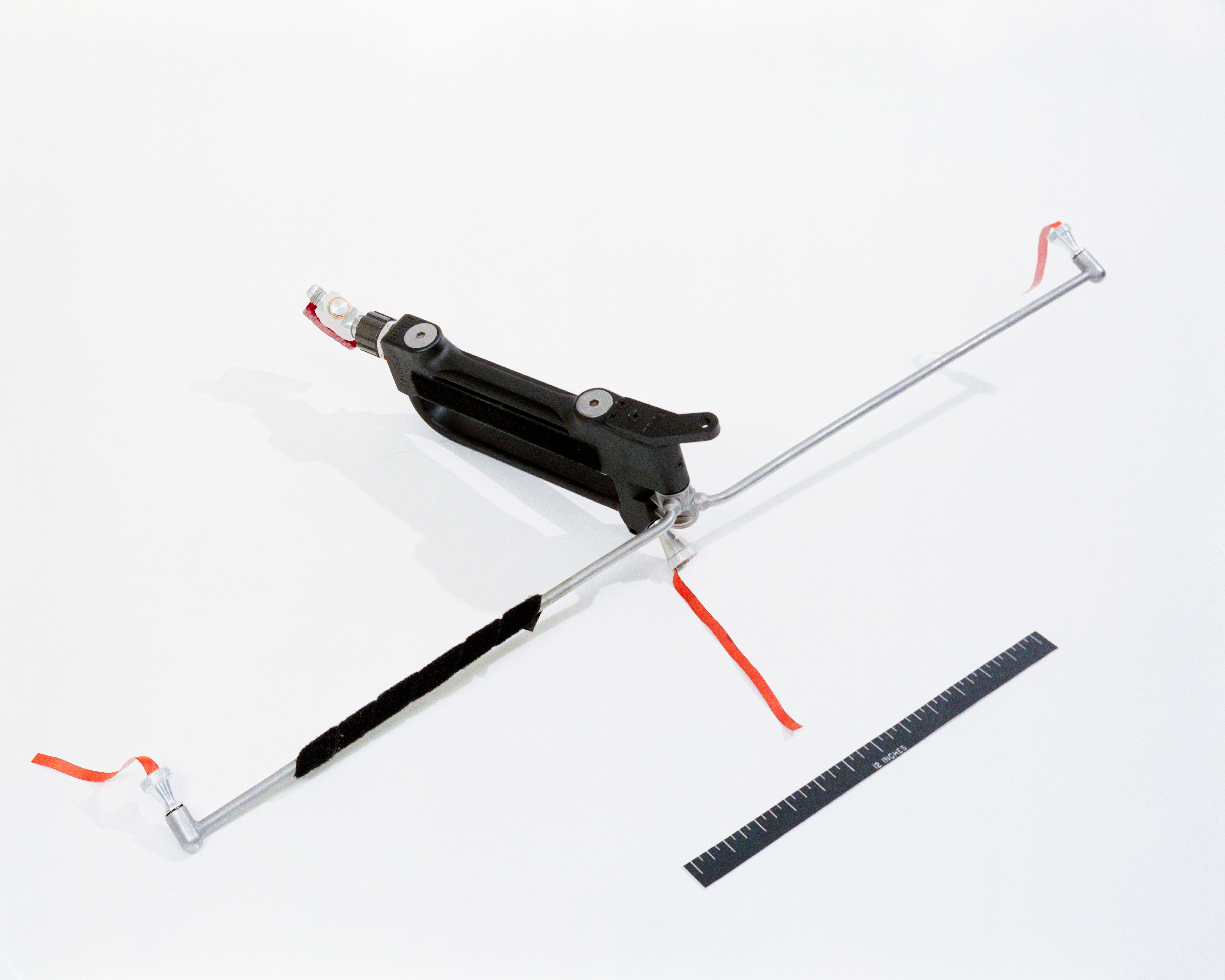
HHMU von Gemini 8 (ohne Tetrafluormethan-Tanks)

Der Weltraumspaziergang von Gemini 8 musste aufgrund eines technischen Problems abgesagt werden, sodass es nicht zu einem Einsatz des Geräts kam.
Bei Gemini 10 verlor Michael Collins während einer Andockübung den Halt und benutzte die HHMU, um sich zurück zum Raumschiff zu bewegen. Da der Treibstoff des Raumfahrzeugs zur Neige ging, beschloss man, den Weltraumspaziergang zu verkürzen. Statt der geplanten 90 Minuten war der Außenbordeinsatz nach 39 Minuten beendet.
Nachdem Richard Gordon im Rahmen von Gemini 11 einen erfolgreichen Außenbordeinsatz durchgeführt hatte, war er erschöpft und Kommandant Pete Conrad wies ihn an, den Weltraumspaziergang frühzeitig zu beenden. Daher wurde das Gerät auch bei dieser Mission nicht eingesetzt.

### Skylab
Die während des Gemini-Programms durchgeführten Tests mit Propulsion Units wurden auf dem Skylab weitergeführt. So umfasste das Skylab-Experiment M509, das Daten für die Weiterentwicklung dieser Geräten liefern sollte, sowohl ein verbessertes Modell der HHMU als auch die Automatically Stabilized Maneuvering Unit (ASMU), eine Art Düsenrucksack und Vorgänger der Manned Maneuvering Unit (MMU). Bei drei der Skylab-Missionen wurden Tests mit diesen Geräten durchgeführt. Dabei erwies sich die ASMU als überlegen.